# Bahía San Pedro

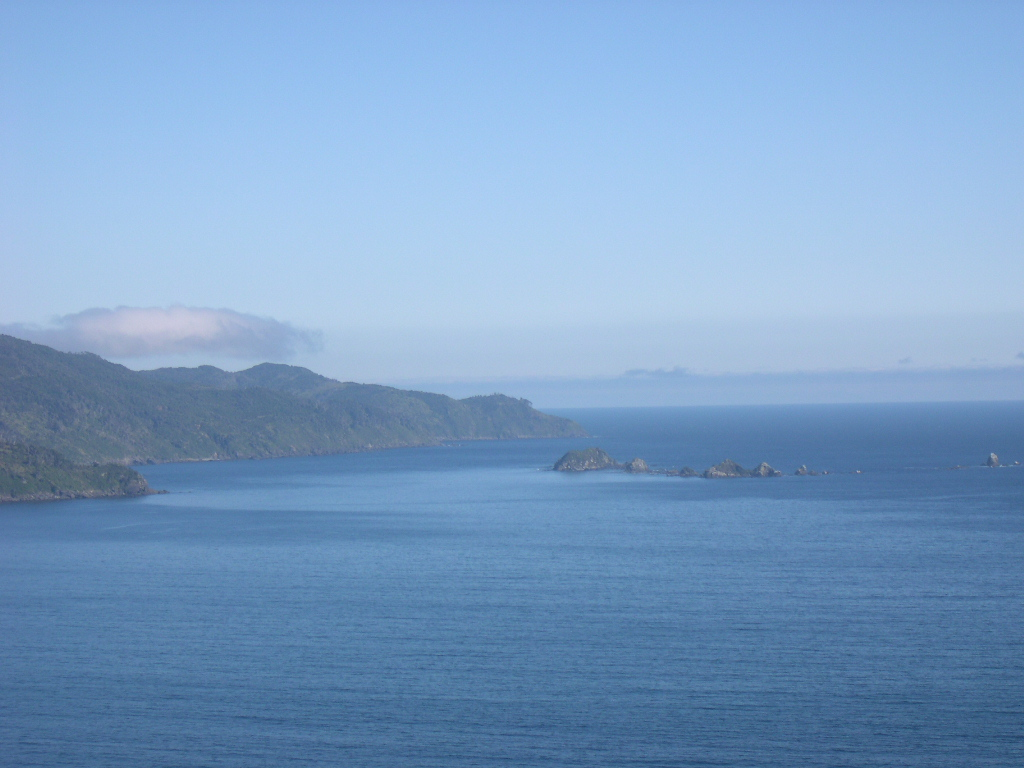
Bahía San Pedro con roquerío de los lobos al fondo, 2003.

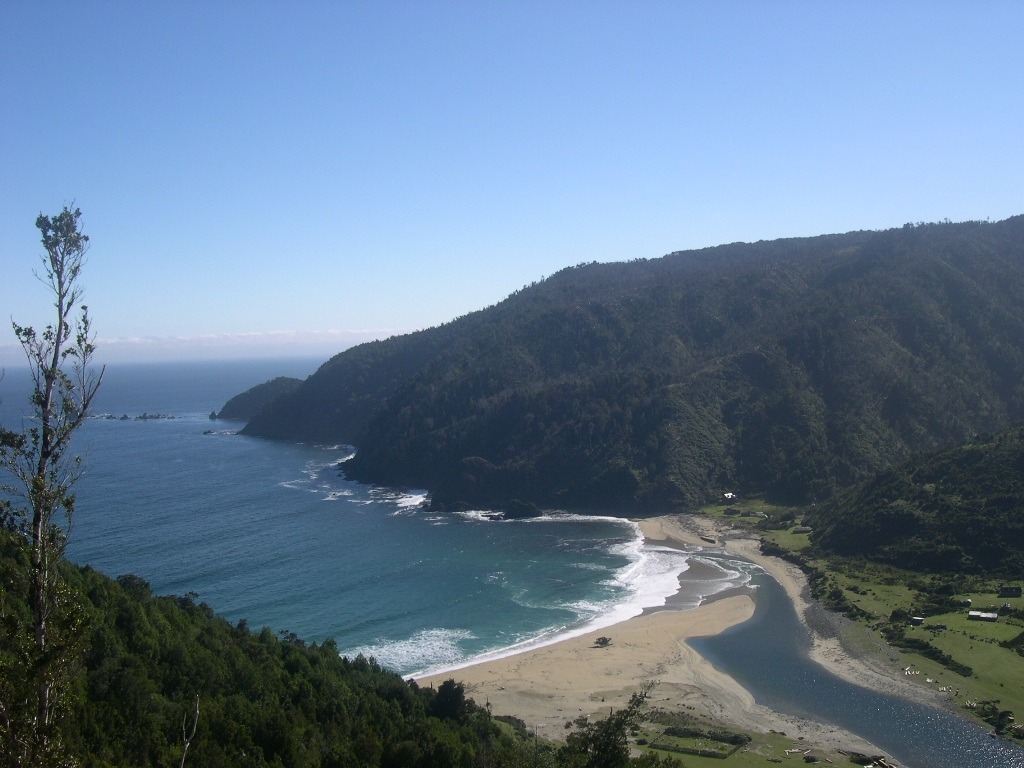
Caleta Manquemapu, al norte de la bahía, 2004.

La bahía San Pedro es una bahía del sur de Chile ubicada en la provincia de Osorno, Región de Los Lagos. Se encuentra en la costa de la comuna de Purranque.
Es un sitio de interés turístico, debido a su nivel de pristinidad natural, y de interés histórico, debido a que es un accidente geográfico que posee registros históricos partiendo en el siglo XVI.

## Historia
Uno de los primeros registros que mencionan a esta bahía proceden del siglo XVI; cuando a una expedición española encabezada por Juan Bautista Pastene le es encomendada, por Pedro de Valdivia, la misión de llegar hasta el Estrecho de Magallanes. Debido al clima, la misión buscó refugio en la bahía debido a los vientos del sur. El 17 de septiembre de 1544 al tocar el suelo de la bahía, la bautizaron con el nombre de San Pedro.
Aunque no alcanzó a llegar hasta el extremo sur, la expedición sí logró realizar una exploración cartográfica, siendo uno de los descubrimientos más importantes el descubrimiento del río Ainilebo que dio paso a la posterior fundación de Valdivia.
En 1965, frente a las costas de la bahía, se hundió el barco Janequeo de la Armada de Chile y encalló el Leucotón. Debido al accidente fallecieron 52 tripulantes.

### Actualidad
Actualmente existe en la bahía la Caleta San Pedro, la cual es habitada esporádicamente por 20 a 30 pescadores artesanales. No viven familias con hijos, aunque sí existe un colegio que poseía, al 2015, siete estudiantes. Más al norte de la bahía se halla la Caleta Manquemapu («Tierra de cóndores» en mapudungun), la cual tiene como actividad económica la pesca, la extracción de leña y el turismo.
El 2016 se otorgó en destinación marítima un Espacio Costero Marino de los Pueblos Originarios (ECMPO) denominado «Bahía San Pedro» para ser administrado por la comunidad indígena «Lafken Mapu» que habita en la zona.
La zona posee atractivo turístico ya está dentro de una ruta ecoturística, se puede apreciar la flora y fauna terrestre y marítima de la zona. Además existen actividades culinarias con las comunidades huilliches locales.

## Conexión vial
La bahía se observa desde la altura de la cordillera de la Costa con amplia vista al océano Pacífico. 
Se puede llegar desde Purranque hasta la localidad de Hueyusca por un camino a través de la cordillera de la Costa para caminantes y transportes. La ruta que conecta a Hueyusca con la bahía es un camino de tierra que toma horas en recorrer.